# Hispano-Suiza HS.404

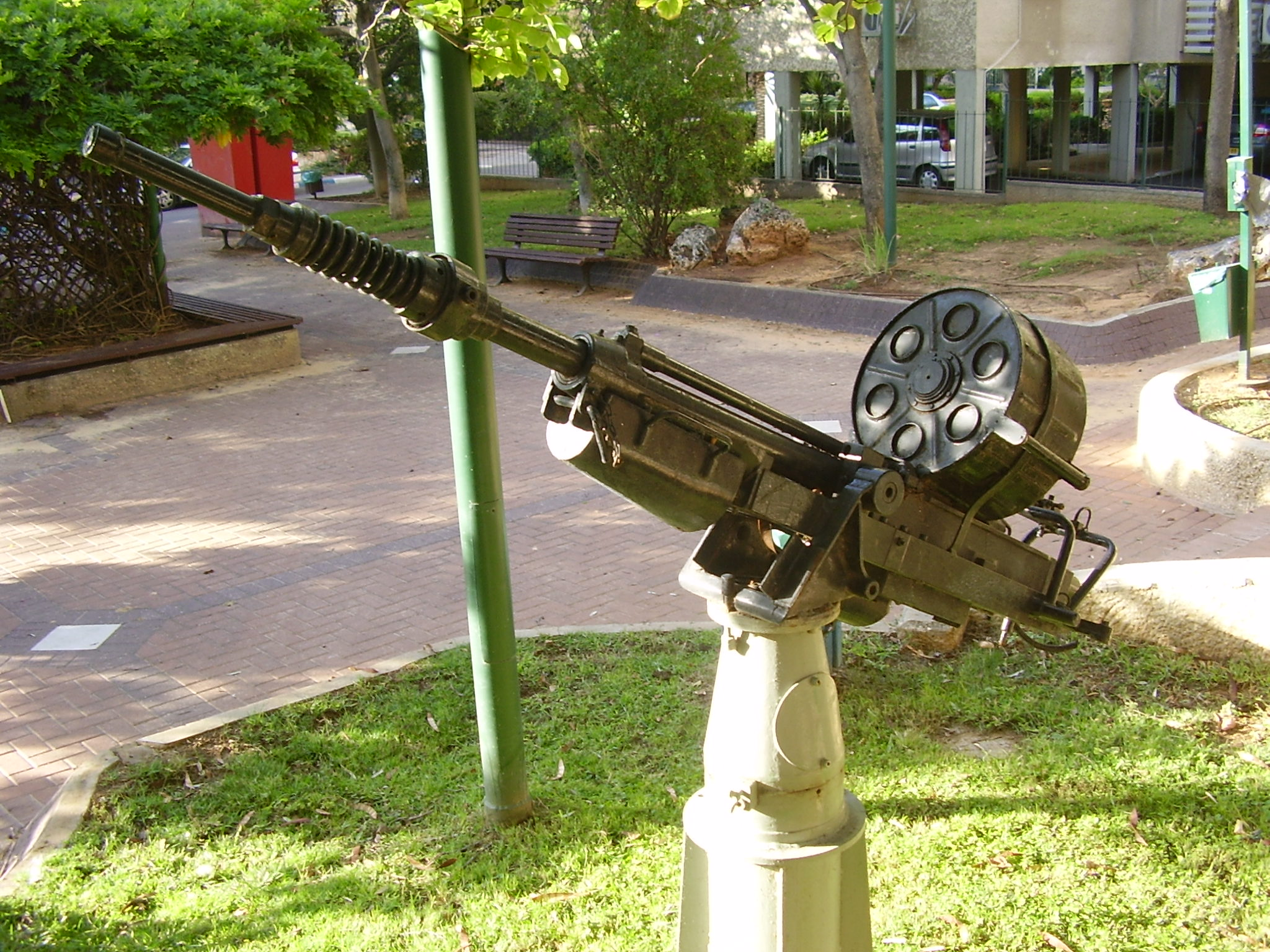
Hispano-Suiza Anti-Aircraft Gun, 20 mm

De Hispano-Suiza HS.404 is een automatisch kanon die werd ontwikkeld door het Spaans-Zwitsers firma Hispano-Suiza tijdens de midden jaren-30.
Het is een van drie 20 mm wapens die door de Nederlandse krijgsmacht is gebruikt, naast de Oerlikon en de Scotti.